# SRC選手一覧
SRC選手一覧（エスアールシーせんしゅいちらん）とは、総合格闘技イベント「SRC（戦極）」に参戦経験がある選手の一覧。

## ヘビー級（93.1kg以上）
- アントニオ・シウバ（ ブラジル）
- ヴァレンタイン・オーフレイム（ オランダ）
- ジェームス・トンプソン（ イギリス）
- ジェフ・モンソン（ アメリカ合衆国）
- ジョシュ・バーネット（ アメリカ合衆国）
- 戦闘竜（ アメリカ合衆国）
- チェ・ムベ（ 韓国）
- トラヴィス・ビュー（ アメリカ合衆国）
- デイブ・ハーマン（ アメリカ合衆国）
- 中尾"KISS"芳広（ 日本）
- パウエル・ナツラ（ ポーランド）
- ピーター・グラハム（ オーストラリア）
- BIG・ジム・ヨーク（ ニュージーランド）
- 藤田和之（ 日本）
- ブラゴイ・アレクサンドル・イワノフ（ ブルガリア）
- ホジャー・グレイシー（ ブラジル）
- マーシオ・"ペジパーノ"・クルーズ（ ブラジル）
- モーリス・スミス（ アメリカ合衆国）
- ヤン・ドンイ（ 韓国）
- 吉田秀彦（ 日本）

## ライトヘビー級（93kg以下）
- アンズ・"ノトリアス"・ナンセン（ ニュージーランド）
- アントニオ・ブラガ・ネト（ ブラジル）
- アントニオ・ホジェリオ・ノゲイラ（ ブラジル）
- イ・チャンソブ（ 韓国）
- 泉浩（ 日本）
- 入江秀忠（ 日本）
- 加藤実（ 日本）
- 川村亮（ 日本）
- キング・モー（ アメリカ合衆国）
- ケビン・ランデルマン（ アメリカ合衆国）
- ジェームス・ジキック（ イギリス）
- シャンジ・ヒベイロ（ ブラジル）
- 杉浦貴（ 日本）
- スタニスラブ・ネドコフ（ ブルガリア）
- 高橋和生（高橋義生）（ 日本）
- 内藤征弥（ 日本）
- ファビオ・シウバ（ ブラジル）
- モイス・リンボン（ フランス）
- KEI山宮（ 日本）

## ミドル級（83kg以下）
- 一慶（ 日本）
- エヴァンゲリスタ・サイボーグ（ ブラジル）
- クリス・ライス（ イギリス）
- 近藤有己（ 日本）
- 佐々木有生（ 日本）
- 佐藤豪則（ 日本）
- シアー・バハドゥルザダ（ アフガニスタン）
- ジョー・ドークセン（ カナダ）
- ジョルジ・サンチアゴ（ ブラジル）
- 竹内出（ 日本）
- 中村和裕（ 日本）
- ナム・イェウォン（ 韓国）
- フランク・トリッグ（ アメリカ合衆国）
- ポール・カフーン（ イギリス）
- マイク・シール（ メキシコ）
- マメッド・ハリドヴ（ ポーランド）
- 三崎和雄（ 日本）
- ローガン・クラーク（ アメリカ合衆国）

## ウェルター級（76kg以下）
- イ・ジェソン（ 韓国）
- 奥野"轟天"泰舗（ 日本）
- オマール・デ・ラ・クルーズ（ ドミニカ共和国）
- 菊田早苗（ 日本）
- 佐藤拓也（ 日本）
- 辛拉麺（ 韓国）
- 高木健太（ 日本）
- 瀧本誠（ 日本）
- ダン・ホーンバックル（ アメリカ合衆国）
- 長南亮（ 日本）
- ディエゴ・ゴンザレス（ スウェーデン）
- 中村K太郎（ 日本）
- ニック・トンプソン（ アメリカ合衆国）
- ファブリシオ・"ピットブル"・モンテイロ（ ブラジル）
- マイク・パイル（ アメリカ合衆国）
- マイケル・コスタ（ ブラジル）
- 宮澤元樹（ 日本）
- Yasubei榎本（ スイス）
- 和田拓也（ 日本）

## ライト級（70kg以下）
- アームバー・キム（ 韓国）
- 安藤晃司（ 日本）
- イ・グァンヒ（ 韓国）
- イアン・シャファー（ オーストラリア）
- 石塚雄馬（ 日本）
- 井上誠午（ 日本）
- 北岡悟（ 日本）
- キム・イサク（ 韓国）
- クォン・アソル（ 韓国）
- 國奥麒樹真（ 日本）
- クレイ・フレンチ（ アメリカ合衆国）
- 郷野聡寛（ 日本）
- 五味隆典（ 日本）
- 坂口征夫（ 日本）
- ジャダンバ・ナラントンガラグ（ モンゴル）
- ジョン・ジンソク（ 韓国）
- セルゲイ・ゴリアエフ（ ロシア）
- ドゥエイン・ラドウィック（ アメリカ合衆国）
- 徳留一樹（ 日本）
- パーキー（ 韓国）
- ハン・スーファン（ 韓国）
- 廣田瑞人（ 日本）
- ブライアン・コッブ（ アメリカ合衆国）
- ベク・ウヒョン（ 韓国）
- ボーヤン・コセドナー（ スロベニア）
- ホドリゴ・ダム（ ブラジル）
- ホルヘ・マスヴィダル（ アメリカ合衆国）
- 真騎士（ ベネズエラ）
- 光岡映二（ 日本）
- 毛利昭彦（ 日本）
- 山田崇太郎（ 日本）
- 横田一則（ 日本）
- ライアン・シュルツ（ アメリカ合衆国）
- レオ・サントス（ ブラジル）

## フェザー級（65kg以下）
- 阿部剛卓（ 日本）
- 石橋幸太（ 日本）
- 石渡伸太郎（ 日本）
- 臼田育男（ 日本）
- 上山知暁（ 日本）
- L.C.デイヴィス（ アメリカ合衆国）
- 大澤茂樹（ 日本）
- 小見川道大（ 日本）
- 門脇英基（ 日本）
- 金原正徳（ 日本）
- 鹿又智成（ 日本）
- 川原誠也（ 日本）
- カン・ギョンホ（ 韓国）
- キム・ギヒョン（ 韓国）
- キム・ジョンマン（ 韓国）
- クリス・マニュエル（ プエルトリコ）
- 齋藤裕俊（ 日本）
- ジェフ・ローソン（ イギリス）
- ジョン・チャンソン（ 韓国）
- チェ・ドゥホ（ 韓国）
- 戸井田カツヤ（ 日本）
- ナム・ファン（ ベトナム）
- ニック・デニス（ カナダ）
- 原井徹（ 日本）
- 日沖発（ 日本）
- BULL（ 日本）
- 星野勇二（ 日本）
- 前田吉朗（ 日本）
- マット・ジャガース（ アメリカ合衆国）
- マルロン・サンドロ（ ブラジル）
- 山田哲也（ 日本）
- ロニー・牛若（ イギリス）

## バンタム級（60kg以下）
- イ・ギルウ（ 韓国）
- 石渡伸太郎（ 日本）
- 井上学（ 日本）
- 江泉卓哉（ 日本）
- 小森亮介（ 日本）
- 佐藤将光（ 日本）
- 清水清隆（ 日本）
- 清水俊一（ 日本）
- 杉田一朗（ 日本）
- ソ・ジェヒョン（ 韓国）
- 曹竜也（ 日本）
- 高橋渉（ 日本）
- 田村彰敏（ 日本）
- 中原太陽（ 日本）
- 西村広和（ 日本）
- 沼尻健（ 日本）
- 矢島雄一郎（ 日本）
- RYOTA（ 日本）

## キックボクシング
- アンドリュー・ペック（ ニュージーランド）
- イ・チャンソプ（ 韓国）
- 池井佑丞（ 日本）
- 池上大将（ 日本）
- 江幡睦（ 日本）
- 小澤和樹（ 日本）
- カノンスック・ウィラサクレック（ タイ）
- 小又大貴（ 日本）
- 田中雄士（ 日本）
- 中島弘貴（ 日本）
- ブアカーオ・ポー.プラムック（ タイ）
- ファビアーノ・サイクロン（ ブラジル）
- 藤原あらし（ 日本）
- 松倉信太郎（ 日本）
- 宮本武勇志（ 日本）
- 山内佑太郎（ 日本）
- 山本元気（ 日本）
- 横山剛（ 日本）

## 女子
- 赤野仁美（ 日本）
- エイミー・デイビス（ アメリカ合衆国）
- 神村エリカ（ 日本）
- 瀧本美咲（ 日本）
- ちはる（ 日本）
- 中井りん（ 日本）
- HARI（ 日本）
- 藤井惠（ 日本）
- 藤野恵実（ 日本）
- ロクサン・モダフェリ（ アメリカ合衆国）